# Asparagus scandens
Asparagus scandens — вид рослин із родини холодкових (Asparagaceae).

## Біоморфологічна характеристика
Це багаторічна витка рослина до 2 м заввишки.

## Середовище проживання
Ареал: ПАР (Капські провінції).